# Ioannis Ikonomou
 (mai 2024).
Ioannis Ikonomou (grec moderne : Ιωάννης Οικονόμου; né en 1964) est un traducteur grec qui travaille pour la Commission européenne à Bruxelles depuis 2002. Considéré comme un exemple contemporain notable de polyglotte, il connaît 32 langues vivantes, dont les langues grecque, anglaise, allemande, italienne, espagnole, française, finnoise, danoise, russe, swahili, hébreue, arabe, mandarine et bengali, et aurait jusqu'à 47 langues. y compris les langues mortes comme le Vieux-slave. Il parle 21 des 24 langues officielles de l’UE,,. Il considère la langue mandarine comme la langue la plus compliquée à apprendre. Le chinois est aussi sa langue préférée. Il est le seul traducteur interne de la Commission européenne à qui on fait confiance pour traduire des documents classifiés en chinois.

## Formation
Inspiré par les touristes étrangers visitant la Crète, il a commencé à étudier les langues étrangères dès son plus jeune âge : l'anglais à cinq ans, lorsqu'il s'est installé à Athènes avec sa famille, l'allemand à sept ans, l'italien à 10 ans, le russe à 13 ans, le swahili d'Afrique de l'Est à 14 ans et turc à 16 ans. Il avait appris 15 langues à l'âge de 20 ans. Il a étudié la linguistique à l'Université de Thessalonique avant d'obtenir une maîtrise en langues et cultures du Moyen-Orient à l'Université de Columbia aux États-Unis. Il a poursuivi avec un doctorat en linguistique indo-européenne à l'Université Harvard. Le sujet de sa thèse à Harvard était un texte de Zarathoustra écrit en avestique, une forme du vieil iranien.
Il s'identifie comme gay et est marié à Tomek, qui est polonais. Pour maintenir ses compétences linguistiques, il discute en ligne avec des locuteurs natifs du monde entier. Son passe-temps favori est de lire des livres chinois et de prendre des notes.